# Izgorelost
Izgorelost je stanje psihofizične izčrpanosti zaradi prevelikih delovnih obremenitev ali zmanjšane sposobnosti prenašati delovne obremenitve ali prevelike prizadevnosti oziroma vneme. Prvi je pojem izgorelost zapisal v Nemčiji rojeni ameriški psiholog Herbert Freudenberger, leta 1974. Pojem naj bi temeljil na noveli A Burn – Out Case, pisatelja Graham Greena, iz leta 1961. Novela opisuje glavnega junaka, ki trpi za simptomi izgorelosti.
Izgoreli posamezniki imajo lahko težave v medosebnih odnosih, spremenijo lahko stališča do dela, življenja, zmanjša se njihova učinkovitost. Je enako pogosta pri moških in ženskah, v vseh starostih, pri vseh stopnjah izobrazbe in na vseh delovnih mestih. Bolj je razširjena med 30. in 40. letom starosti, ogroženost razvoja izgorelosti pa narašča s stopnjo izobrazbe. Zaradi škode, ki nastane v organizaciji, so preventivni ukrepi cenejša in časovno manj potratna možnosti kot izvajanje ukrepov, ko se izgorelost pri zaposlenih že pojavi.
Večina individualnih preventivnih programov pomoči je v obliki osveščanja, izobraževanja, delavnic, usmerjenih k tehnikam soočanja s stresom. Organizacijski programi pomoči so daljši in učinkovitejši od individualnih, osredotočajo pa se na spremembo delovnih postopkov.
Najbolj raziskan vprašalnik izgorelosti je Maslachin vprašalnik izgorelosti, ki temelji na tridimenzionalnem opisu izčrpanosti, cinizma in osebne neučinkovitosti.
Izgorelost je vključena v Mednarodno klasifikacijo bolezni 10. in 11. izdaje, vendar ne kot motnja, ampak samo kot »poklicno stanje«. V klasifikacijo duševnih motenj DSM-5 ni vključena. V Sloveniji je v rabi kot dopolnilna diagnoza, zato jo zdravniki navedejo kot diagnozo glede na prevladujoče simptome (npr. kot depresivno motnjo). Motnjo prepoznavajo in bolnike tudi usmerjajo v njeno zdravljenje.

## Opredelitev izgorelosti
Izgorelost je podaljšan odziv na kronične čustvene in interpersonalne stresorje. Večinoma se pojavlja kot izgorelost pri delu, ni pa nujno. Definirana je s tremi razsežnostmi kontinuuma: izčrpanost – depersonalizacija – zmanjšana učinkovitost. Komponenta izčrpanosti se nanaša na pomanjkanje energije, čustveno izčrpanost in osiromašenost emocionalnih in psihičnih virov. Zaposleni je depresiven, apatičen, razdražljiv, doživlja otopelost in je zdolgočasen. Komponenta depersonalizacije predstavlja interpersonalni kontekst, nanašajoč se na negativen odnos do dela in neobčutljivost na različne vidike dela. Izgoreli zaposleni se manj zainteresira za delo, ima odpor do odhajanja v službo, nenehno se pritožuje zaradi odpora do dela in prevelikih zahtev ter se negativno odziva na sodelavce in njihove predloge. Je neoseben, ciničen, ima negativen odnos in čustva do sodelavcev. Komponenta zmanjšane učinkovitosti ali pomanjkanje dosežkov predstavlja dimenzijo samoocene in se nanaša na občutja nekompetentnosti ter pomanjkanje produktivnosti in uspehov na delovnem področju. Pri izgorelem posamezniku se pojavlja razočaranje in pomanjkanje zadovoljstva tako pri delu kot doma, zaradi neizpolnjevanja preteklih in sedanjih pričakovanj ter ciljev. Sčasoma se s tem, da njegovi napori ne dajo želenih rezultatov, sprijazni in se neha truditi.
Pomembnost trikomponentnega modela se kaže v tem, da povezuje individualni aspekt s socialnim kontekstom posameznika in vključuje njegovo pojmovanje tako sebe kot drugih na delovnem mestu.

## Vzroki in tveganje za nastanek izgorelosti
Eden od vzrokov za izgorevanje na delovnem mestu je neravnovesje med količino energije, ki jo zaposleni vloži v delo in odnose, ter med tem, koliko energije dobi povrnjene nazaj. Ovire pri tem so lahko zunanje, npr. pritiski socialnega okolja, ali pa notranje, npr. posameznikovi notranji konflikti. 
Na nastanek izgorelosti pa ne vpliva le en dejavnik, temveč večje število dejavnikov in intenzivnost stresorjev na delovnem mestu, posameznikovo doživljanje delovnega stresa glede na njegove zmožnosti spoprijemanja z njim itd.
Za izgorelost so najbolj dovzetni posamezniki z nizko čustveno stabilnostjo, nizkim   samospoštovanjem in samopodobo, ter tudi posamezniki s storilnostno pogojeno samopodobo. Za slednjo je značilna visoka samodisciplina, samokritičnost, perfekcionizem in visoko vrednotenje poslovne uspešnosti. Takšni zaposleni od sebe zahtevajo samo popoln uspeh, so ambiciozni in se ženejo prek vseh meja. Vzdrževanje pozitivne storilnostne samopodobe je zato težje, kajti če popolnega uspeha ne dosežejo, se njihova samopodoba začne rušiti. Poleg tega so za izgorelost dovzetni tudi bolj nesrečni, tesnobni posamezniki, z zunanjim lokusom kontrole– menijo, da drugi vplivajo in usmerjajo njihovo ravnanje in s pasivni stilom spoprijemanja s težavami.
Bolj dovzetni za izgorelost so mladi zaposleni in tisti, na začetku kariere. Ti se soočajo s poklicno socializacijo in novimi zahtevami. Starejši pa so bolj zreli in stabilni, kar lahko deluje kot varovalni mehanizem proti stresu in posledično izgorelosti. Pri ženskah je vzrok za izgorelost večkrat čustvena  izčrpanost, pri moških pa depersonalizacija. Večje tveganje za razvoj delovne izgorelosti predstavlja skupina visoko izobraženih, na delovnih mestih z veliko odgovornosti, neporočenih in brez družine – družina namreč nudi čustveno oporo, ter zmanjšuje stopnjo čustvene izčrpanosti in depersonalizacije. 
Na nastanek izgorelosti vpliva tudi delovno okolje in neusklajenost z lastnostmi, vrednotami, pričakovanji in potrebami zaposlenih ter delovnega okolja. Večje tveganje za razvoj delovne izgorelosti predstavljata neustrezno nagrajevanje podrejenih in odsotnost priznanja, ki lahko krepita občutek brezsmiselnosti dela. Dejavnik tveganja je tudi preobremenjenost z delom, če je podrejenim onemogočena možnost nadzora in soodločanja pri delu, ter odločitvah, nepoštenost, nezaupanje, neodkritost, nespoštovanje, nasprotujoče si vrednote in konfliktnost vlog. K razvoju  izgorelosti pripomore tudi razpad delovne skupnosti. Na slabše medosebne odnose vplivajo nepredanost skupnemu delu, samostojno delo vsakega zaposlenega posebej, tekmovalnost med člani skupine (za npr. boljše položaje v organizaciji). 
V delovnem okolju je kvaliteta stika med vodjo in podrejenim zelo pomembna, sej je vodja tisti, ki vzpodbuja, motivira in nagrajuje, usmerja, ter daje povratne informacije. Njegove osebnostne lastnosti, ki se odražajo tudi v stilu vodenja, oblikujejo njegov način komunikacije na delovnem mestu. Višja stopnja izgorelosti se pojavlja, če vodja uporablja pasivno – izogibajoči stil vodenja in se izmika sprejemanju odgovornosti. Zaposleni pa se, nasprotno, bolje počutijo ob nadrejenih, ki jih spoštujejo, imajo podobne vrednote podrejenim, ki znajo odkriti notranje potenciale zaposlenih in jih na ustrezen način usmerjati.

## Znaki izgorelosti
Izgorelost pri zaposlenem prepoznamo po 5 ključnih znakih: prevladujoči simptomi fizične utrujenosti ter mentalne in čustvene izpraznjenosti, pojav fizičnih simptomov stresa, povezanost teh simptomov z delom in pojav pri posameznikih, ki prej niso trpeli zaradi psihopatologije.
Simptomi so čustvene, kognitivne, vedenjske ali fizične narave. Razvijajo se počasi  in so zato na začetku težko prepoznavni. Večji poudarek je na kognitivnih in vedenjskih simptomih.
Med čustene simptome spadajo tesnoba, depresivnost, anksiozni občutki, zaskrbljenost, nespečnost, čustva izčrpanosti, občutki nemoči, pomanjkanje energije in volje do dela, otopelost za čustvene izzive, izguba smisla za humor, izguba zanimanja za ljudi in dogajanje okoli sebe. Kognitivni simptomi izgorelosti so pozabljivost, slabša koncentracija, izguba motivacije za delo, zmanjšana sposobnost kritičnega presojanja, odpori do timskega dela, ter zmanjšana miselna prožnost.
Med vedenjske simptome uvrščamo deloholizem, izogibanje delovnim obveznostim, površnost, naraščanje odsotnosti z dela, pogostejši prepiri s sodelavci, naraščajoča sovražnost, upad delovne vneme, odpor do službe in opuščanje prostočasnih aktivnosti. 
Telesni ali psihosomatski simptomi se pojavljajo kot glavoboli, mišična napetost, prebavne težave,  kardiovaskularne težave, omotičnost, omedlevanje, bolečine v križu, kronična utrujenost, izčrpanost ob najmanjšem naporu, večja obolevnost, prehladi,  upad ali prekomerno povečanje telesne mase, povišan krvni tlak ali holesterol. Čustvena izčrpanost se povezuje s srčno – žilnimi težavami, cinizem pa s prebavnimi.
Na začetni stopnji izgorevanja je simptomov manj, zato ima posameznik občutek, da gre za začasno stanje.. Najprej se pokažejo na delovnem mestu, saj pomanjkanje energije zmanjšuje storilnost in povečuje obremenjenost z delom. V zadnji stopnji je izgoreli posameznik tik pred adrenalnim zlomom deležen vrha simptomov.

## Posledice izgorelosti
Izgorelost ima negativen vpliv na zdravje, kar se kaže tudi pri telesnih posledicah. Pri izgorelem posamezniku lahko pride do oslabljenega imunskega sistema,zmanjšane odpornosti, kardiovaskularnih težav, visokega krvnega tlaka, trebušnih težav, kronične utrujenosti, telesne izčrpanosti, upada energije, psihičnih motenj in psihosomatskih motenj. 
Med čustvene posledice izgorelosti uvrščamo občutki tesnobe, napetosti, depresije, pesimizem, pomanjkanje volje za delo, otopelost. Posamezniki so razdražljivi, upade jim smisel za humor, upade frustracijski prag, hitro menjajo razpoloženje, so brezosebni  v medosebnih odnosih, žaljivi in kažejo nezanimanje za druge. Socialni in družinski odnosi izgorelih posameznikov se poslabšajo, kajti poleg čustvene oddaljitve od dela se čustveno oddaljijo tudi od prijateljev in širšega družabnega okolja, ter postanejo nezaupljivi in kritični do organizacije in sodelavcev. Eden izmed vedenjskih posledic je nizka produktivnost. Zaposleni posvečajo delu vedno manj časa in opuščajo prostočasne aktivnosti, v katerih so prej uživali. Izogibajo se stikom z ljudmi,so razdražljivi ali apatični. Za izgorele posameznike je značilna tudi zloraba alkohola, drog in samodestruktivnih vedenj, tudi samomor.
Kognitivne posledice izgorelosti lahko sovpadajo s pojmom simptom izgorelosti. Mednje spadajo slabša koncentracija, spomin, slabše kritično presojanje, rigidno mišljenje, pomanjkanje samokritičnosti in uvida v probleme, s katerimi se sooča na delovnem mestu.
Organizacija občuti izgorelost posameznika na več področjih dela in sicer je za zaposlenega značilna povečana fluktuacija, odsotnost z dela, več zdravstvenih težav, manjša produktivnost in slabša kvaliteta izdelkov, negativen vpliv na sodelavce , npr. konfliktnost, neformalne interakcije, ter rast števila nesreč na delovnem mestu zaradi pomanjkanja zbranosti in pozornosti.

## Preprečevanje izgorelosti
Večinoma se oblike pomoči usmerjajo k zmanjševanju stresa in stresorjev ali povečevanju odpornosti.
Izgorelost se lahko prepreči tako, da se kandidatom posreduje natančne informacije o delovnem mestu, jasno specifikacijo zadolžitev in delovnih nalog (tako posameznik dobi realno sliko o delovnem mestu in se nanj pripravi). Glede na namen in cilje lahko različne intervencijske prakse razdelimo v več kategorij. Zgodnjo detekcijo stresorjev na delovnem mestu, ki so jim zaposleni izpostavljeni in reakcijo na stresorje imenujemo identifikacija. Sledi stopnja primarne preventive, ki skuša odstraniti, zmanjšati ali spremeniti stresorje na delovnem mestu. Namen sekundarne preventive je zaposlenim, ki že kažejo simptome stresa, preprečiti, da zbolijo. Zdravljenje se ukvarja z zdravljenjem delavcev, ki trpijo za hudimi posledicami stresa. Pod zadnjo stopnjo, rehabilitacijo, pa spada izvajanje uspešne vrnitve zaposlenih na delovno mesto z bolniške odsotnosti. Pri načrtovanju preventivno in kurativno usmerjenih programov je pomembno, da se upošteva in posebno pozornost namenja obdobju zaposlitve, v katerem se zaposleni nahaja. Novinci ter tisti zaposleni, ki na delovnem mestu doživljajo nove zahteve, lahko dlje časa doživljajo več stresa, depersonalizacijo in čustveno izčrpanost.
Programi za obvladovanje izgorelosti na delovnem mestu razdelimo na njihovo usmeritev in sicer na individualne, ter organizacijske programe pomoči.

### Individualni programi pomoči
V individualne programe pomoči spadajo umaknitev zaposlenega z delovnega mesta ter različne oblike treningov in usposabljanj zanje. Treningi usposabljanja so usmerjeni k izboljšanju posameznikovih sposobnosti soočanja s stresom. Težijo k povečanju občutka kompetentnosti za opravljanje dela, izboljšanje veščin soočanja s težavami, povečanju socialne podpore ali sprostitvi. Le malo krat pa pripomorejo k zmanjšanju depersonalizacije, povečanju zaznavanja osebne izpolnitve in znižanja čustvene izčrpanosti. Kot individualne programe uporabljamo kognitivno-vedenjske pristope, relaksacijske tehnike in multimodalne intervencije, pogosto tudi avtogene treninge, treninge asertivnosti, trening upravljanja s časom, ter trening medosebnih in socialnih veščin. Najbolj učinkoviti naj bi bili kognitivno-vedenjski pristopi, predvsem pri pomoči in povečevanju notranjih zalog moči, ter večanju občutka kvalitete delovnega življenja. Pri psihofizioloških simptomih pa so se kot najbolj učinkovite izkazale relaksacijske tehnike. 
Individualni pristop pri zmanjševanju izgorelosti je cenejši, hitrejši in tudi lažji, saj z njimi delamo spremembe na posameznikih in ne celotni organizaciji. 
Proces okrevanja je odvisen od posameznikove percepcije stanja, njegove notranje in zunanje motivacije, od podpornih oseb (sodelavci, svojci, nadrejeni), njihove empatije in pripravljenosti pomagati izgorelemu posamezniku ipd.
Na stopnjo izgorelosti lahko vpliva tudi vsak posameznik sam. Postaviti so mora realne cilje, zmanjšati rutino pri opravljanju delovnih nalog, ter z večjo distanco gledati na dogodke in interakcije na delovnem mestu. K zmanjšanju stresa in posledično izgorelosti pripomorejo tudi odmori med delom, prostočasne aktivnosti ter usklajenost poklicnega in zasebnega življenja.

### Organizacijski programi pomoči
So učinkovitejši od individualnih. Navadno se nanašajo na spremembo delovnih postopkov, npr. prestrukturiranje nalog, vrednotenje dela, supervizija, ki je namenjena zmanjševanju delovnih zahtev, ter povečevanje kontrole nad delom z vključevanjem zaposlenih v sprejemanje odločitev.
Slabost ukrepov na organizacijski ravni je, da so dolgotrajni, poleg tega se lahko zgodi, da prevelika osredotočenost na organizacijo zmanjša pozornost na posameznika. 
Intervencije, namenjene izboljšanju pogojev dela so nizko učinkovite ali povsem neučinkovite, zato so najbolj učinkoviti tisti modeli, ki obravnavajo tako organizacijo kot posameznika v njej oziroma tisti pristopi, ki so prilagojeni dani situaciji.  Programi, ki so vključevali tako osebo kot organizacijo, so imeli daljše pozitivne učinke (12 mesecev ali več) kot programi, usmerjeni le na osebo (učinki 6 mesecev ali manj). V vseh primerih pa se pozitivni učinki intervencij sčasoma zmanjšajo. Pomembno je vedeti, da za zmanjšanje izgorelosti ni potrebno zmanjšati obremenitve zaposlenih. Pristop, kjer upoštevamo tako organizacijo kot zaposlenega je usmerjen na povečanje predanosti, zavzetosti in učinkovitosti pri delu. Ti dejavniki tudi vplivajo na zmanjšanje izgorelosti na delovnem mestu. Za organizacijo predstavlja takšen pristop večji časovni in finančni vložek, vendar dolgoročno  zagotavlja večji učinek – tako na uspešnost kot tudi na dobro počutje zaposlenih.

## Pripomočki za merjenje delovne izgorelosti

### Maslachin vprašalnik izgorelosti(MBI – Maslach Burnout Inventory; Maslach, Jackson, Leiter in Schaufeli, 1986)
Je standardiziran pripomoček, ki so ga je leta 1981 objavila ameriška psihologinja Christina Maslach s sodelavci. Ocenjuje tri komponente kontinuuma izgorelost - angažiranost. Prva dimenzija je čustvena izčrpanost, ki meri občutke preobremenjenosti in izčrpanosti zaradi dela. Druga je depersonalizacija, ki meri neosebno odzivanje na prejemnike storitev. Tretja dimenzija osebna učinkovitost meri občutke kompetentnosti in doživljanja uspehov pri delu. Prvotno je bil namenjen posameznikom, ki delajo z ljudmi (npr. socialni delavci) in v zdravstvu , izvorno poimenovan Analiza človeških storitev (the MBI – Human Services Survey). Nekoliko spremenjena verzija je bila nato razvita za rabo v izobraževalnih institucijah, imenovana Analiza učiteljev (the MBI – Educators Survey). V zadnjem času, zaradi naraščajočega interesa pri poklicih, ki niso tako usmerjena v delo z ljudmi, pa je bila razvita tretja, bolj generalizirana  verzija vprašalnika MBI, imenovana Splošna Analiza (the MBI – General Survey), ki ni vezan na določen poklic. Tretja verzija ocenjuje in opisuje tri glavne dimenzije v bolj splošni obliki, vendar ohranja konstantno faktorsko strukturo pri več različnih poklicih. 
Menedžerji in raziskovalci uporabljajo MBI, da bi ugotovili medosebne odnose med izgorevanjem in politiko organizacij, produktivnostjo ali družbeno podporo.
V slovenščino so ga prevedli leta 1994, vendar v slovenskem jezik ni normiran in avtorsko zaščiten.

### Vprašalnik Riziko za izgorelost (Burnout Potential Inventory– BPI; Potter, 2005)
Vprašalnik je preveden v slovenščino, vendar ni standardiziran. Sestavljen je iz dvanajstih lestvic, ki jih meri na 9 – stopenjski lestvici. Vsebuje opise različnih neugodnih in rizičnih situacij za razvoj stresa v delovnem okolju.

### Kopenhagenski vprašalnik izgorelosti – KVI (Copenhagen Burnout Inventory– CBI; Kristensen, Borritz, Villadsen in Christensen, 2005)
Kopenhagenski vprašalnik izgorelosti je bil objavljen leta 2005 in je standardiziran vprašalnik, ki na 5-stopenjski lestvici meri 3 razsežnosti izgorelosti na delovnem mestu: osebnostno izgorelost, izgorelost povezano z delom in izgorelost povezano s strankami. Preveden je v več jezikov, in sicer slovenskega, japonskega, angleškega, švedskega in finskega.

### Vprašalnik sindroma adrenalne izgorelosti – SAI (Pšeničny, 2007)
Vprašalnik se uporablja za prepoznavanje in merjenje stopenj izgorelosti, ter zadnje stopnje – sindroma adrenalne izgorelosti. Poda nam oceno intenzitete procesa izgorevanja in njegovega napredovanja na telesnem, vedenjskem, kognitivnem in čustvenem področju. S pomočjo 4 – stopenjske lestvice oceni štiri dimenzije oziroma lestvice: telesni simptomi, čustveni simptomi, vedenjski simptomi in kognitivni simptomi.

### Shirom–Melamedova mera izgorelosti (SMBM – The Shirom-Melamed Burnout Measure)
Meri čustveno, fizično in kognitivno izčrpanost. SMBM izgorevanje razlikuje od ocene stresa, strategij spoprijemanja in posledic izgorevanja. Poleg merjenja izgorelosti zaposlenih, je uporaben tudi pri razločevanju med depresijo in izgorelostjo v kliničnem okolju. Namenjen je udeležencem, starejšim od 18 let. Ni preveden v slovenščino.

## Raziskave izgorelosti
Schaufeli in Enzmann sta leta 1998 na podlagi reanalize več raziskav predvidevala, da štiri do sedem odstotkov nizozemskih zaposlenih trpi za izgorelostjo.
Leta 2003 je agencija META group izvedla raziskavo, kjer je 71 odstotkov menedžerjev povedalo, da je izgorelost resna težava v organizacijah. Vzroke za nastalo stanje so si razlagali z vidika aktualne recesije, zmanjševanju stroškov in odpuščanju.
Britanska spletna stran, namenjena objavljanju informacij in rešitev IT – strokovnjakov, Computer Weekly, je leta 2005 objavila izsledke raziskave, izvedene v zaposlitveni agenciji Hudson v Veliki Britaniji.  Od 1000 zaposlenih jih je 59 odstotkov navajalo simptome izgorelosti v zadnje pol leta.
Leta 2005 so na Nizozemskem Bekker in sodelavci poročali o izgorelosti kot najpogostejši diagnozi med psihološkimi zdravstvenimi težavami, ki so vzrok za odsotnost z dela.
Tako na v Švedskem, kot Finskem poročajo o 7,4 odstotkih izgorelih posameznikov v reprezentativnih vzorcih, medtem ko na Danskem ugotavljajo 10 odstotno izgorelost uddeležencev.
Evropska fundacija za izboljšanje življenjskih in delovnih razmer iz Dublina vsako leto opravi raziskavo o delavnih razmerah v Evropi. Leta 2008 je ugotovila, da je Slovenija v samem vrhu glede nezadovoljstva z delovnimi razmerami, kar pomeni, da je bilo nezadovoljnih skoraj tretjina zaposlenih udeležencev.

### Raziskave v Sloveniji
Inštitut za razvoj človeških virov je leta 2007 zaključil raziskavo o delovni izgorelosti v Sloveniji. Rezultati so pokazali, da je šestdeset odstotkov testiranih kazalo simptome izgorelosti ne glede na spol, starostno skupino ali izobrazbo. Osem odstotkov je kazalo znake najvišje izgorelosti ali adrenalnega sindroma, najbolj ogrožena sta bila poklica menedžerja in samostojnega podjetnika.

#### Raziskave INODEL o izgorelosti in vrnitvi na delovno mesto po sindromu izgorelosti (2010 – 2012)
Raziskovalci so ugotovili, da na intenziteto izgorelosti zaposlenih vplivajo socio – demografske značilnosti. Mlajši zaposleni so izražali nižjo stopnjo osebne učinkovitosti in čustvene izčrpanosti, starejši pa so poročali o nižji stopnji izgorelosti. Zaposleni z majhnimi otroki so poročali o največji čustveni izčrpanosti. V delovnem okolju lahko neugodna kombinacija več dejavnikov hkrati ter osebnostnih dejavnikov dolgoročno pripelje zaposlene do izgorelosti. Čustveno izčrpanost lahko napovedujemo z dejavniki delovnega okolja, kot so nejasnost nemoč, preveč dela, konflikti, depersonalizacijo s konflikti vrednot, monotonim delom, nemočjo, dimenzijo osebne učinkovitosti pa s pomanjkanjem informacij, monotonim delom in slabim timskim delom. Rezultati raziskave INODEL so prav tako pokazali , da delovna učinkovitost po adrenalnem zlomu upade in se tekom rehabilitacije spet dviguje. Pri vseh osebah je po doživetju izgorelosti prišlo do sprememb osebnih vrednot, kot ovire pri povratku na delovno mesto pa so udeleženci zaznavali spremembe v samopodobi in večji prisotnosti negativnih čustev in predsodkov, tako pri sebi kot sodelavcih. Večina izgorelih posameznikov je svoj prispevek k lastnemu okrevanju ocenila kot najpomembnejši.